# Cessna 411
Die Cessna 411 ist ein leichtes zweimotoriges Propellerflugzeug des amerikanischen Herstellers Cessna.

## Geschichte
Die Cessna 411 ging aus der nie gebauten Cessna 410 hervor und war als Antwort auf die Beech Queen Air gedacht. Das Flugzeug verfügte über zwei Continental Motors GTSIO-520-C-Kolbenmotoren mit 254 kW und bot Platz für ein bis zwei Piloten sowie für fünf oder sechs Passagiere. Damit war sie bei Markteinführung das größte Geschäftsreiseflugzeug des Herstellers. Die Maschine ist nicht druckbelüftet. Sie ist mit einem einziehbaren Bugradfahrwerk ausgerüstet.
Der Erstflug fand am 18. Juli 1962 statt, die erste Auslieferung im Oktober 1964. Die FAA Zulassung wurde am 17. August 1964 erteilt. Zu den Kunden gehörte unter anderem die französische Luftwaffe. Die Basisversion der Cessna 411 wurde 1967 durch die 411A abgelöst, die über wirtschaftlichere Antriebe und teilweise über größere Tanks verfügte.
Im Jahr 1965 entstanden zwei preisgünstigere Varianten, die Cessna 401 und 402. Die Produktion der 411 endete im Juni 1968 nach Auslieferung von insgesamt 301 Exemplaren. Nachfolger war die mit einer Druckkabine ausgestattete Cessna 421.

## Militärische Nutzer
Frankreich
- Französische Luftwaffe

## Technische Daten (Cessna 411A)
| Kenngröße             | Daten                                                            |
| --------------------- | ---------------------------------------------------------------- |
| Besatzung             | 1–2                                                              |
| Passagiere            | 5–6                                                              |
| Länge                 | 10,20 m                                                          |
| Spannweite            | 12,15 m                                                          |
| Höhe                  | 3,52 m                                                           |
| Flügelfläche          | 18,6 m²                                                          |
| Flügelstreckung       | 7,9                                                              |
| Leermasse             | 1.973 kg                                                         |
| Startmasse            | 2.948 kg                                                         |
| Reisegeschwindigkeit  | 396 km/h                                                         |
| Höchstgeschwindigkeit | 431 km/h                                                         |
| Dienstgipfelhöhe      | 7.920 m                                                          |
| Reichweite            | 2.003 km                                                         |
| Triebwerke            | zwei Boxermotoren Continental GTSIO-520-C mit je 254 kW (345 PS) |